# Никола (Просин)
Епи́скоп Никола (в миру Николай	Павлович Просин; род. 19 августа 1953, Мелитополь, Украинская ССР) — архиерей Русской Древлеправославной церкви, епископ Украинский (с 25 декабря 2010).

## Биография
Родился 19 августа 1953 года в Мелитополе, в Украинской ССР.
Решением Освященного Собора, проходившего 25 февраля — 3 марта 2005 года, назначен благочинным Слобожанского благочиния Украинско-Белорусской епархии РДЦ.
23 декабря 2010 года решением Архиерейского Собора в связи с разделением Украинско-Белорусской епархии на две части, избран епископом Украинским и 24 декабря патриархом Александром (Калининым) в Покровском соборе в городе Москве пострижен в иночество без изменения имени.
25 декабря 2010 года в Покровском соборе города Москвы патриарх Александр с сонмом архиереев совершил его епископскую хиротонию.